# Гайфуллінське
Гайфуллі́нське (рос. Гайфуллинское, башк. Ғәйфулла) — присілок у складі Архангельського району Башкортостану, Росія. Входить до складу Тавакачевської сільської ради.
Населення — 31 особа (2010; 47 в 2002).
Національний склад:
- башкири — 92 %